# 베트남의 역사
이 문서는 구석기 시대부터 현재까지 이어온 베트남의 역사에 대해 서술한다. 베트남의 선사시대에는 동남아시아의 여러 석기문화가 영향을 주고 받았다. 오늘날 이리안자야 지역에서 출토되는 석기 유물과 동일한 양식의 유물들이 베트남에서도 발견된다.
베트남의 건국신화에 따르면 신농씨의 3세손인 제명이 무선의 딸을 만나 낳은 아들 녹속을 경양왕(Kinh Dương Vương (涇陽王))에 봉하여 남방을 다스리게 했으며, 이것이 기원전 2879년으로 1대 훙브엉(Hùng Vương, 雄王, 웅왕)이 세운 베트남 첫번째 왕조라고 한다. 이 경양왕이 동정군의 딸 용녀를 아내로 삼하 아들 낙룡군(Lạc Long Quân, 雒龍君)을 낳았고, 낙룡군은 부친을 대신해서 2대 훙브엉에 올라 나라를 다스렸다. 그는 백성들에게 농경과 인륜을 가르쳤다고 한다. 그러나 이것이 최초로 기록된 것이 기원후 15세기인 데다가, 구전되어 내려오는 설화와 계보가 전설적 성격이 강하고 각 왕들의 재위가 지나치게 길어 학계에서는 신화적 성격이 강한 것으로 보고 있다.
이후 기원전 257년 툭판 왕조로의 교체가 일어났으나, 이어 중국 지역의 왕조와 전쟁이 일어나고 기원전 111년에는 한나라의 영향에 있었다. 10세기까지 중국 지역의 왕조에 대항한 치열한 독립 운동과 투쟁이 나타났다.
938년 박당 전투에서 응오 왕조의 시조인 응오꾸옌(베트남어: Ngô Quyền / 吳權)이 오대 십국의 하나인 남한과 싸워 이겨 독립하였다., 이후 1406년에 다시 명나라에 복속되었다가 1428년, 레 러이와 응웬 짜이가 다시 명나라를 몰아내고 레 왕조를 세운 후, 베트남 왕조 중 가장 오랫동안 집권하면서 정부 체제를 개혁하고, 유교를 정비하는 등 베트남만의 전통 문화를 만들어 내고, 남부까지 영토를 확장하면서 베트남의 황금기를 열었다.
1802년, 프랑스의 세력에 힘입어 응우옌 왕조가 건국되었으나 이내 프랑스의 식민정책에 의해 프랑스령 인도차이나의 일부가 되었다.
프랑스는 제2차 세계 대전 때까지 프랑스령 인도차이나의 한 국가로 베트남을 식민지로서 통치하였다. 그러나 프랑스는 종전 후에 다시 군대를 파견하였고 이는 호찌민이 지도하는 민족 세력인 비엣민과 남북으로 대립하게 된다. 베트남은 공산주의 진영의 북베트남과 민주주의 진영의 남베트남으로 분단되었고 1954년부터 1975년까지 각각의 분단된 베트남은 남베트남 전쟁을 치루었다. 결국 남베트남이 패망함으로써 북베트남이 통일 베트남을 이루었다. 이후 마오쩌둥주의 노선을 표방하는 캄보디아의 크메르 루즈와 전쟁을 치렀고 중화인민공화국과도 국경분쟁으로 중국-베트남 전쟁을 치렀다. 1980년대 이후 도이 머이 정책으로 서방 세계에 문호를 개방하였다.

## 신화 선사 시대
베트남에는 구석기 시대 이래 인류가 살아왔으며 인도차이나 반도에서 인도네시아 제도에 이르는 지역에 산재하고 있는 석기 문화 유적이 많이 발굴되고 있다. 베트남의 건국신화인 락롱꿘, 어우꺼 신화는 약 4,000년 전 락롱꾸언(베트남어: Lạc Long Quân / 貉龍君 ❲용(龍)의 우두머리❳)과 어우꺼(베트남어: Âu Cơ)가 결혼하여 많은 베트남 부족들의 선조가 태어났다고 말하고 있다.
최근의 고고학적 발견에 따르면, 호모 에렉투스인 랑선 인이 북부 베트남 지역에서 발견되어 약 50만년 전인 구석기 시대부터 인류가 거주하여 왔다는 것을 알 수 있다. 호모 사피엔스의 화석으로는 대략 25만년에서 14만년 전에 살았던 사람의 치아 화석이 탐엄(Tham Om)에서 발견되었고, 항훔에서는 약 14만년 전에서 8만년 전 사이의 치아 화석이 발견되었다.
기원전 28,000년부터 기원전 8,000년 사이 북부 베트남에는 선비 문화(山韦文化)로 불리는 중석기 시대에서 신석기 시대에 걸쳐 이루어진 문화가 존재했고, 이 외에도 기원전 10,000년부터 기원전 2000년 사이에 오늘날 호아빈성 유역에 있었던 호아빈 문화(和平文化)와 랑선성의 박선 문화(北山文化) 가 있다.

## 청동기 시대

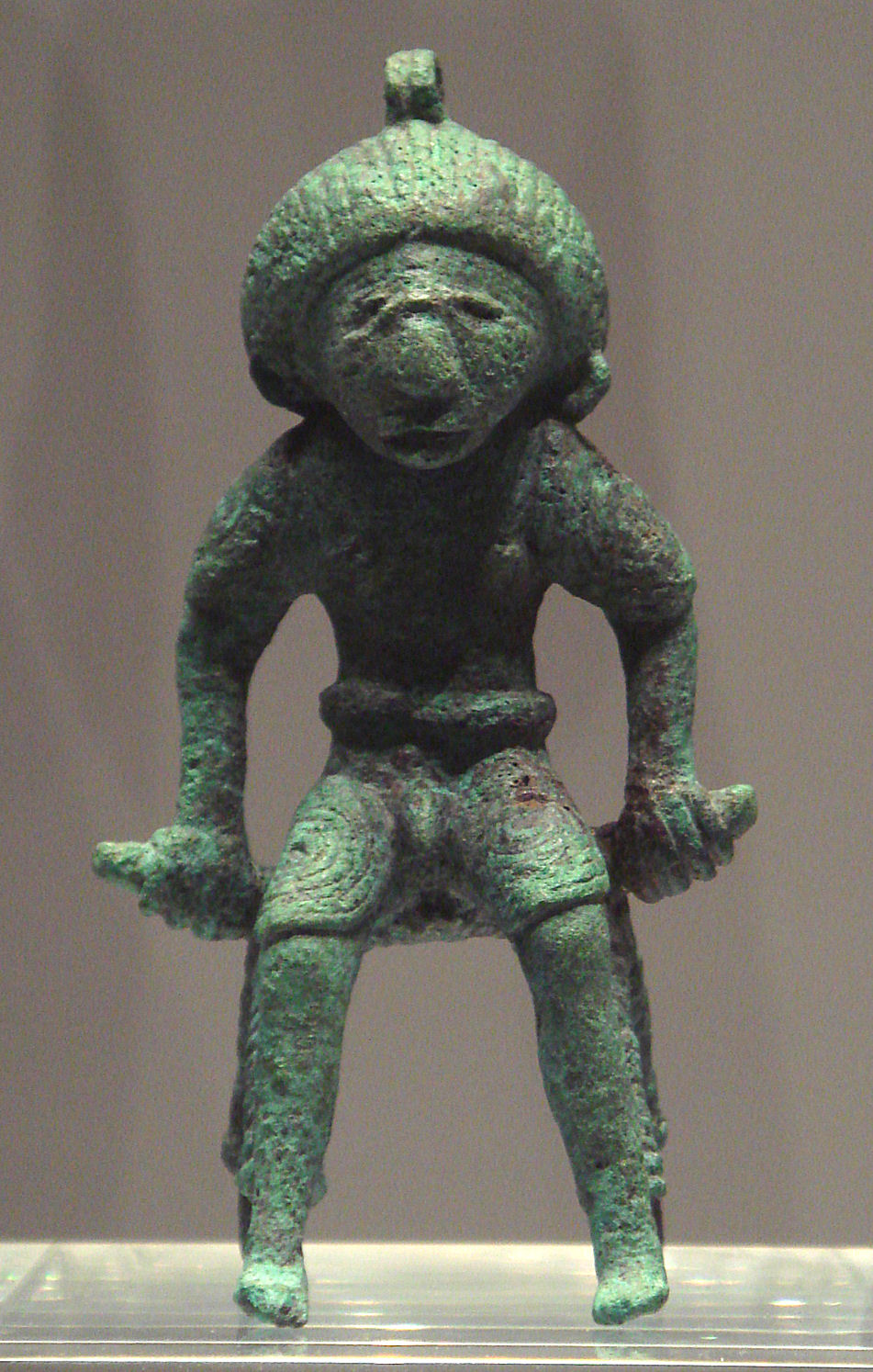
동선 문화의 청동상

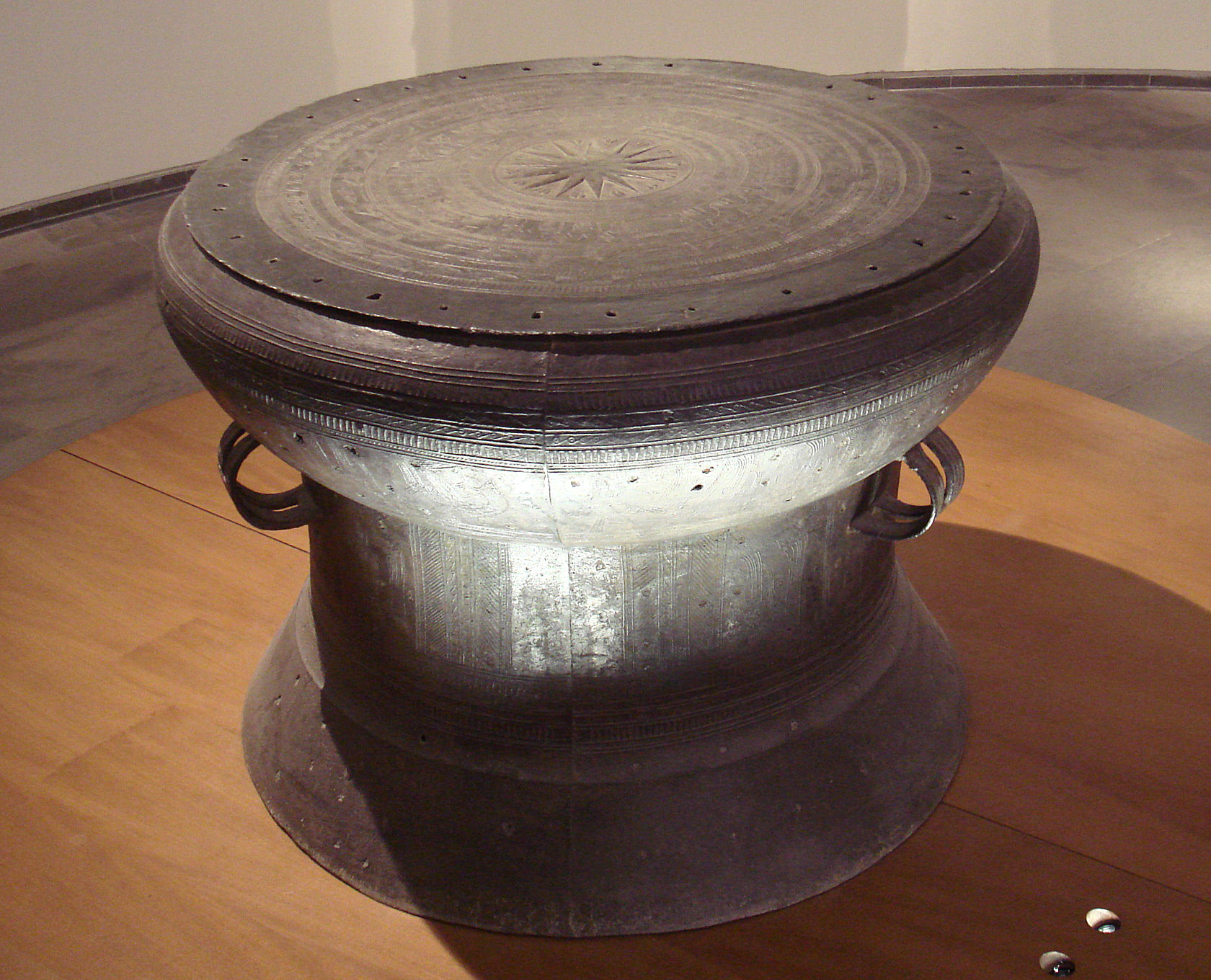
동손 문화의 송다 청동북

동선 문화는 기원전 300년 경 청동기 문명으로 동남아시아 여러 지역에서 발생하였으며 베트남 북부를 비롯한 인도차이나 반도 여러 곳을 지배하였다.마강과 홍강 유역에서 기원전 1200년 경의 습식 벼농사와 정교하게 만든 북과 같은 청동 주물들이 발견되었다. 동선 문화의 청동 무기, 도구, 북과 같은 유물들을 만든 청동 주물 기술은 동남아시아에서 독자적으로 발전한 것이다. 동선 문화는 동남아시아의 여러 유적과 많은 유사성을 지니는 데, 배 모양의 관(棺), 매장용 항아리, 각주(角柱) 위에 세워진 집, 구장 열매를 씹고 치아가 검게 물드는 관습 등이다.
베트남 최초의 국가는 기원전 2879년부터 기원전 258까지 있었던 홍방 왕조가 세웠다는 반랑이다. 베트남의 고대에서부터 근세까지의 역사를 기록하고 있는 기원후 15세기 기록인 대월사기전서(越史記全書)에 기록된 베트남의 건국신화에 따르면 신농씨의 3세손인 제명이 무선의 딸을 만나 낳은 아들 녹속을 경양왕(Kinh Dương Vương (涇陽王))에 봉하여 남방을 다스리게 했으며, 이것이 기원전 2,879년으로 1대 훙브엉(Hùng Vương, 雄王, 웅왕)이 세운 베트남 첫번째 왕조라고 한다. 이 1대 훙부엉인 경양왕이 동정군의 딸 용녀를 아내로 삼하 아들 낙룡군(Lạc Long Quân, 雒龍君)을 낳았고, 낙룡군은 부친을 대신해서 2대 훙브엉에 올라 나라를 다스렸다.
기원전 257년 홍방 왕조의 마지막 왕 훙뚜엔브엉(Hùng Tuyên Vương)은 툭판 왕조에게 패배한다. 툭판은 그의 부족 어우비엣(베트남어: Âu Việt / 甌越)에 락비엣(베트남어: Lạc Việt / 雒越) 부족을 통합시켜 아우락(베트남어: Âu Lạc / 甌雒) 부족이라 하였으며 그 스스로를 안드엉브엉(베트남어: An Dương Vương / 安陽王)이라 칭하였다. 기원전 208년 찌에우다(趙佗, 조타)라는 진나라 장수가 남비엣(Nam Việt, 남월국南越國)이라는 나라를 세우고, 기원전 207년 찌에우 다는 안드엉브엉을 물리치고 어우락 부족을 남비엣에 통합시켰다.
남비엣은 수도를 번우(番禺)에 두고, 중국 남부와 홍강 삼각주 지역을 통치하였다. 이와 같이 홍 강 삼각주를 정복한 중국인들은 화전 농업, 사냥, 낚시를 주업으로 하면서 봉건적인 생활을 영위하던 사람들을 발견했다. 이 초기 베트남인들은 이 지역의 다른 민족들과도 교역하고 있었다. 남비엣의 기원을 말해주는 역사적 유물들이 논쟁 거리로서 남아 있는데, 이는 일부 역사학자들은 이것이 중국의 통치였다고 보는 반면, 일부는 이것이 독립적인 시기였다고 여기기 때문이다.

## 중국 지배기
중국 지배기(베트남어: Bắc thuộc / 北屬)는 베트남 북부의 최초 통일왕조인 응오 왕조가 건국되기까지, 베트남이 중국의 여러 왕조에 복속되었던 시기이다. 기원전 111년 중국의 한나라의 무제는 남비엣을 정복하였다. 후한(23년~220년) 초기, 베트남에서 독립을 위한 투쟁을 했는데, 이것이 쯩 자매의 운동이다. 한나라를 재건한 광무제는 41년 복파장군 마원을 보내었다. 마원은 42년에 쯩 자매를 처형하고 베트남 내의 중국의 통치권을 확립하려 하였고 쯩 자매의 잔여 세력과 교전 중에 41년의 전쟁 때 걸린 열병으로 49년 진영 내에서 사망했다.
베트남은 중국 후한 시기에 교주(交州)에 편입되었다. 그리하여 사섭 등의 지배를 받다가 삼국이 정립되자 사섭이 손권의 부하가 되면서 손권의 지배를 받았다.
1세기~6세기에 지금의 베트남 남부 지역은 매우 세련된 예술 및 건축 양식을 특징으로 하는 인도계 푸난 왕국에 속해 있었다. 푸난인들은 정교한 운하 체계를 갖추어 운송 및 관개용수 공급에 사용했다.:11
기원전 111년부터 10세기 초까지 거의 대부분의 시기 동안 중국 왕조를 계승한 통치자들이 지배한 것은 확실한 사실이다. 쯩(베트남어: Trưng / 徵) 자매와 바 찌에우(Bà Triệu)에 의한 산발적인 초기의 독립운동은 짧은 성공에 불과하였고 중국의 무력으로 곧 진압되었다. 544년과 602년 사이에 전기 리 왕조 하에 방쑤언(베트남어: Vạn Xuân / 萬春)에 의한 독립 시기가 있었다. 10세기 초반 무렵 베트남은 쿡(베트남어: Khúc / 曲) 가문에 의하여 자치권을 얻었으나 독립은 아니었다.

## 독립 왕조 시대

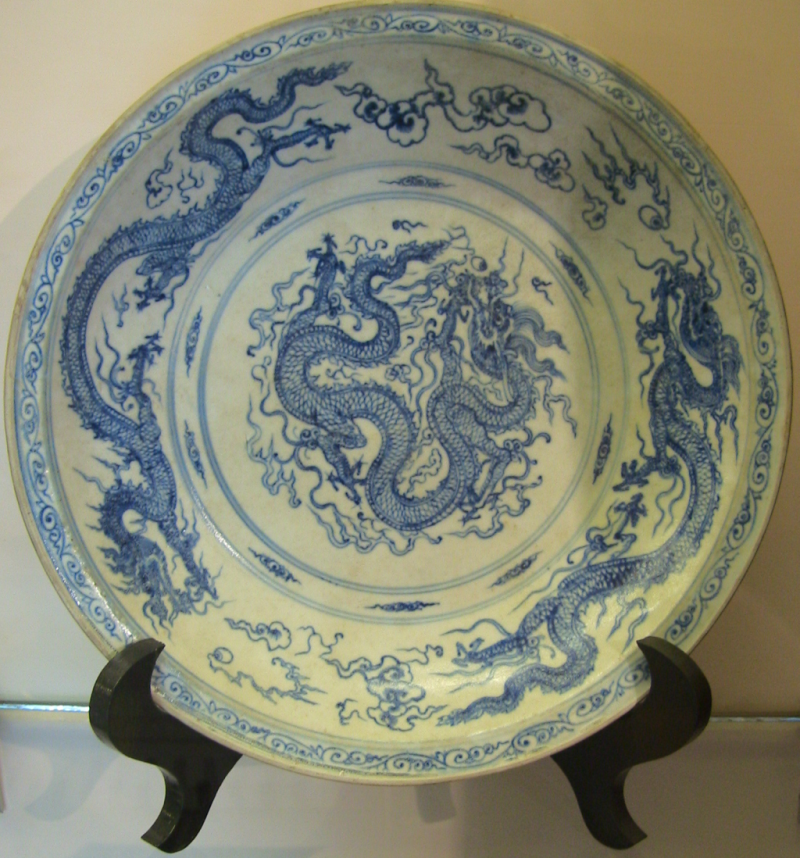
베트남의 접시(15세기, 레 왕조)

938년 전쟁 끝에 중국에서 독립한 이래, 재복속을 노리는 몽골 제국, 명나라와 계속 전쟁을 벌여왔다. 939년 베트남의 응오꾸옌이 박당강에서 남한(南漢)을 물리치고 10세기 이후에는 중국의 지배로부터 독립을 쟁취하였다. 또한 한 세기 후에는 완전한 자치권도 얻어냈다. 나라 이름은 다이비엣이라 하였고, 리 왕조와 쩐 왕조 시기에 황금기를 맞이하였다. 쩐 왕조 통치 동안 쩐흥다오는 원나라에 의한 몽골인의 침입을 무려 세 번(1285년과 1288년)씩이나 물리쳤다.
쩐 왕조 시기에는 불교가 번성하여 국가 종교가 되었다. 이후 호 왕조를 거치면서 중국의 명나라의 영락제의 침략에 의해 한동안 정복당해 탄압받았으나, 레 왕조를 세운 레러이(黎利)가 이를 회복하였다. 베트남은 15세기 레 왕조 시기에는 절정에 달하였는데, 특히 레타인똥 황제의 통치(1460년–1497년) 때 그러하였다. 레 왕조가 끝날 무렵, 민중 봉기가 베트남을 뒤덮었다. 먼저, 중국의 힘을 업고 막 왕조(Mạc, 莫, 모)가 레 왕조의 힘에 도전하였다. 막 왕조를 패퇴시킨 뒤 레 왕조는 다시 일어났으나 실질적인 힘이 없었다. 이때 권력은 북부의 찐 왕조(鄭主) 남부의 응우옌 왕조로 분할되었다. 응우옌은 40년 넘게 민중 전쟁에 개입한 인물이었다.
11세기부터 18세기 사이에 베트남인은 남띠엔(베트남어: nam tiến ❲"남으로의 확장"❳) 이라 부르는 과정을 통해 남쪽으로 영토를 확장하였는데, 바로 응우옌 왕조가 이 시기에 메콩강 삼각주까지 진출하여 중부 고원 지대의 참파 왕국과 메콩강 유역의 크메르 제국의 일부를 정복하였다. 민중 전쟁은 떠이선 운동에 의하여 찐 왕조와 응우옌 왕조가 멸망하고 1802년 새 왕조가 일어나면서 마무리되었고 이로써 현재의 베트남의 영역을 이루게 되었다. 그러나 떠이선 왕조는 오래 가지 못했고, 프랑스의 도움으로 응우옌 아인이 이끄는 응우옌 왕조의 잔존 세력에 의하여 패퇴한다. 응우옌 아인은 베트남을 통일하여 응우옌 왕조를 열고, 자롱 황제가 되었다.
1789년에 하노이까지 진격해 온 청나라 군대를 섬멸한 것은 베트남 역사상 가장 유명한 조국수호의 일화이다.

## 프랑스의 식민 지배

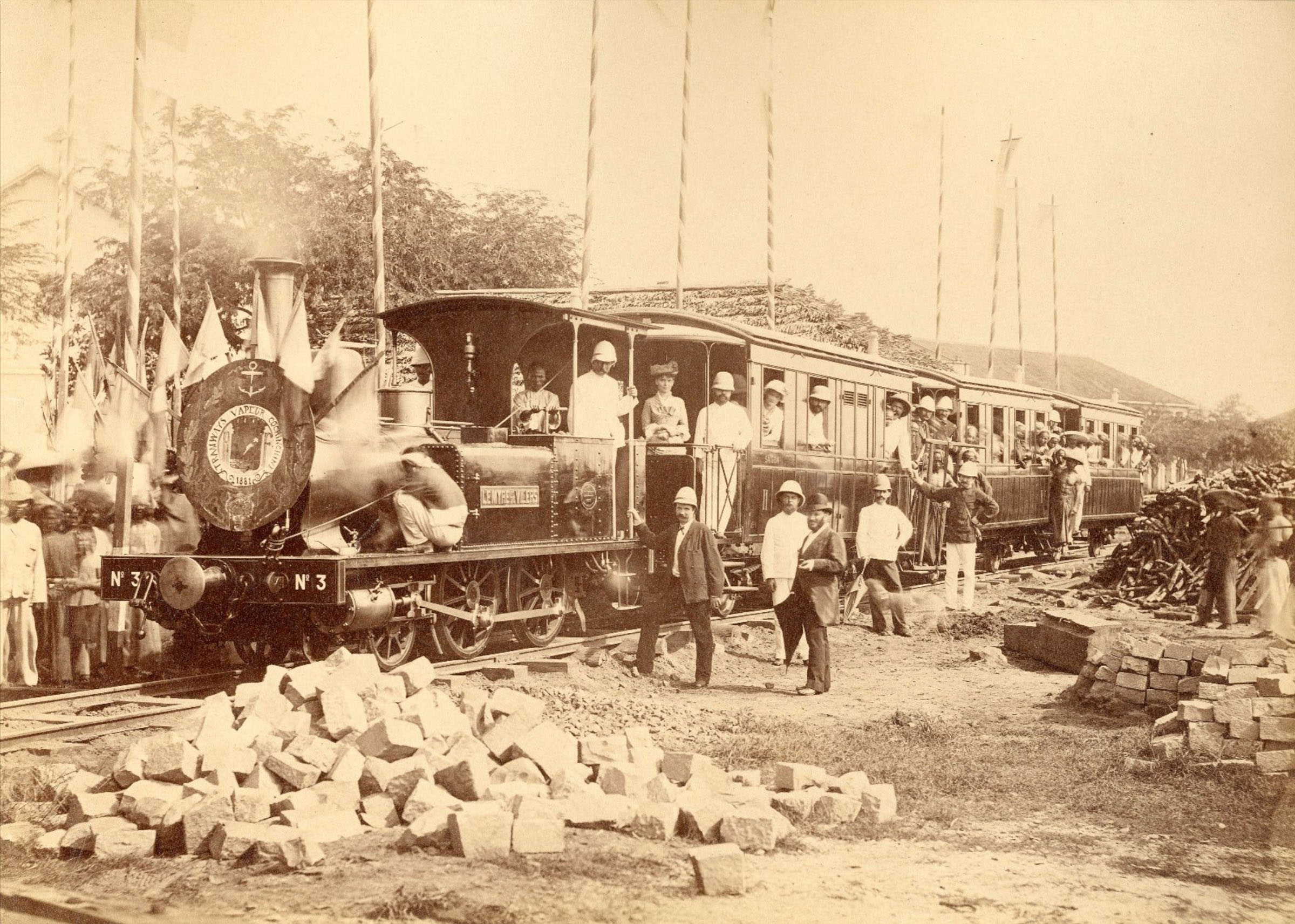
철도개통식(사이공-촐롱)

산업혁명을 경험한 유럽에서는 통상무역의 확대를 요구하며 아시아 시장으로 진출하였다. 베트남도 구미 열강의 제국주의의 손길을 피해갈 수 없었다. 17세기 초기에 베트남에 통상을 요구하는 사자가 방문했다. 응우옌 왕조 성립 직후인 1804년, 영국사절 로버츠가 통상관계의 개선을 요구하면서 다낭을 내항하고 있었다. 그리고 1832년에는 미국으로부터의 사절, 에드먼드 로버츠도 유사한 목적으로 내항을 했지만, 거절되었다. 베트남의 독립은 아시아 식민지 사업의 첫 발을 인도차이나 반도에서 내딛었던 프랑스에 의하여 서서히 잠식되었다. 베트남이 프랑스의 통상 교섭 요구를 거절하고, 가톨릭 교도를 박해하자, 프랑스는 이를 구실로 전쟁을 일으켜 1862년 베트남의 항복을 받아내고 남부 베트남 3개주(코친차이나)를 할양받은데 이어, 타이와 미얀마를 제외한 인도차이나 반도(즉, 현재의 베트남, 캄보디아, 라오스)를 식민지화하여 프랑스령 인도차이나(1885년)를 세웠다. 이로써 베트남 전역이 프랑스령 인도차이나에 포함되었다. 프랑스는 베트남 사회에 뚜렷한 정치적 및 문화적 변화를 가져온다. 근대 교육의 서구적인 체계가 도입되고 베트남 사회에 기독교가 전파되었다.(→프랑스에 대한 응우옌 왕조의 항쟁)
담배, 인디고, 차, 커피의 수출을 촉진할 목적의 플랜테이션 경제를 발전시키면서 프랑스는 자치와 시민권의 요구를 대개는 무시하였다. 이에 대해 프랑스로부터 독립하려는 베트남인의 독립투쟁은 끊이질 않았다. 1919년 제1차 세계 대전이 끝난 후 미국 대통령 우드로 윌슨의 민족자결주의에 기대를 한 베트남 청년 호찌민은 종전회담이 열리던 베르사유 조약에 베트남 대표로 참석하려 했으나 참석을 거절당했고, 그는 식민지를 고수하는 자본주의 열강보다는 제국주의를 반대하며 새롭게 탄생한 [소련]과[코민테른]에 기대를 걸게 되었다.
독립 국가를 수립하려는 반패즈[판쭈찐]반정봉함응이 황제,[호찌민]등의 정치 지도자들에 의하여 통합되었다.1927년 베트남의 민족주의자들을 중심으로 베트남 국민당이 창당되고 같은 해에 《인도차이나 공산당》이 창당되었지만 프랑스 식민정부의 감시와 탄압의 대상이었다. 프랑스는 제2차 세계 대전 때까지 베트남에 대한 식민 통치를 지속하였다.

## 베트남의 독립과 분단

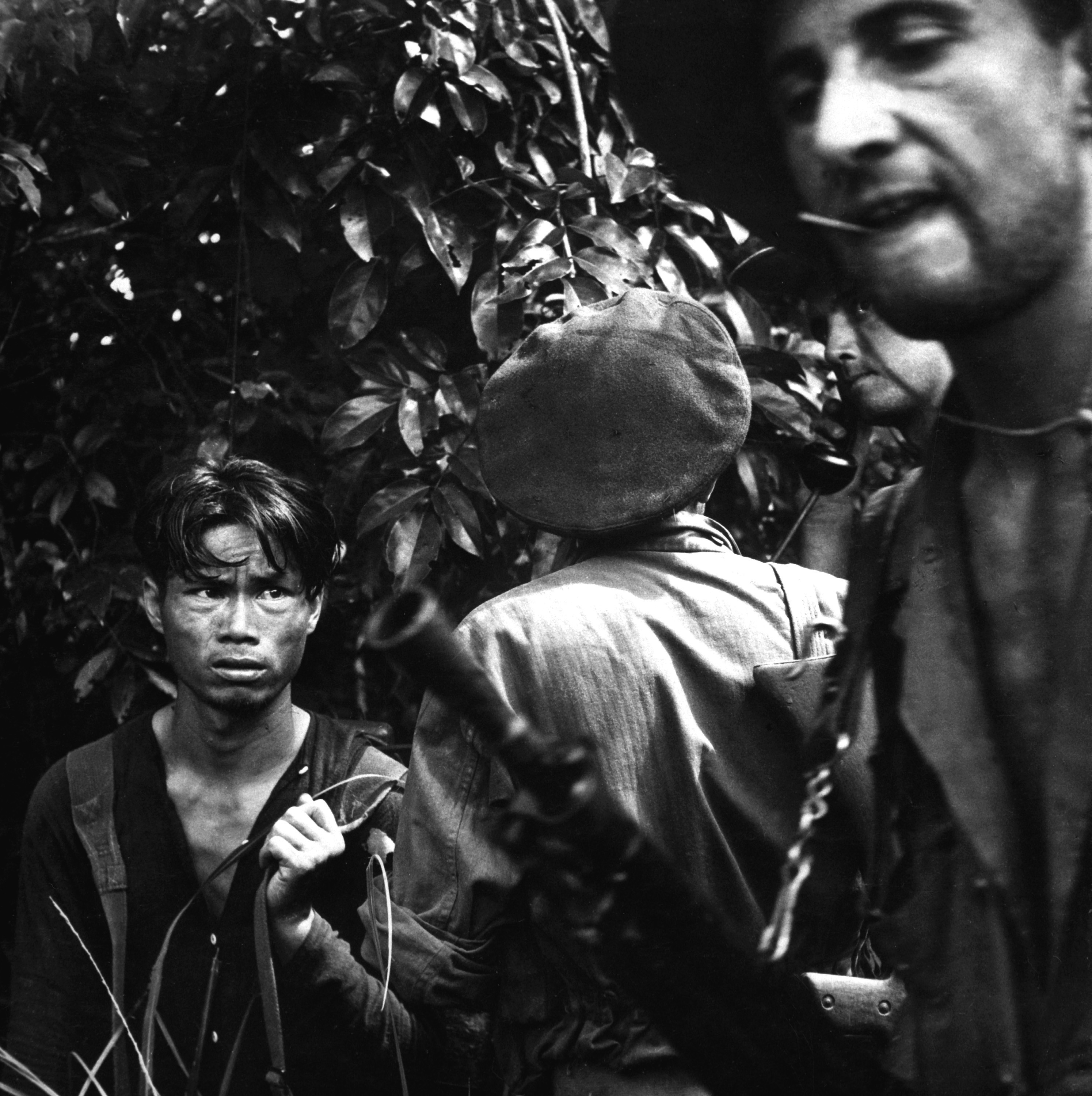
프랑스군과 간첩 혐의자(제1차 인도차이나 전쟁)

중일전쟁(1937년~1945년)이 격화되면서, 일본 육군은 베트남으로부터 국민당 정부로의 물자수송로를 차단하기 위하여 프랑스령 인도차이나의 북부에 진주할 필요성이 대두되었다. 한편, 제2차 세계 대전의 유럽 전선에서는 1940년에 프랑스가 독일에게 무릎을 꿇었고, 나치 독일 점령하의 프랑스, 비시 정권이 임명한 장 드쿠 장군의 프랑스령 인도차이나 정부는 나치 독일의 동맹국인 일본과 협력하여 일본군의 베트남 주둔을 허용하는 조약에 서명하여:19 1940년에 일본군은 베트남 북부에 진출하고, 1941년에는 베트남 남부에도 진주하였다. 일본으로서는 버어마, 말레이 반도, 인도에 있던 영국령 인도차이나에 대한 군사 행동을 위하여 베트남의 천연 자원이 꼭 필요하였다. 이러한 이 지역의 전략적 입지와 천연 자원을 이용하고자 했던 일본은 자신들의 편의를 위해 프랑스 정부에게 일상적인 국정 운영을 맡겼다. 일본 점령에 항거하는 활동을 펼친 유일한 단체는 베트남 독립동맹회, 일명 비엣민이었다. 1941년에 비엣민이 호찌민의 지도 아래 통합되었다. 호찌민은 프랑스와 일본의 지배로부터 독립을 추구하였다.
일본군과 프랑스령 인도차이나 정부와 공존은 태평양전쟁 말기인 1945년 3월까지만 지속되었다. 비엣민의 공격이 계속되고 드쿠 정부가 일본에 맞설 계획을 세우던 1945년 3월, 프랑스의 비시 정권이 몰락하자, 일본은 프랑스와의 공동통치 체제를 전복시키기 위해 반프랑스 쿠데타를 일으켜 프랑스의 군대 및 관리 모두를 감금했던 것이다. 즉, 일본군이 명호작전을 실행하여 프랑스군을 제압하여 프랑스로부터의 독립을 선언한 것이다. 일본은 대동아공영권의 기치를 내세우고, 아예 드쿠 정부로부터 베트남을 독립시켜 자신의 꼭두각시 정부로 만들려고 했고, 바오다이 황제는 프랑스와 적대하는 일본군에 협력했다. 이에 따라 1945년 3월 일본의 지원을 받는 일본의 영향력하에 있고 명목상에 불과한 꼭두각시 정부인 베트남 제국이 수립되고, 바오다이가 황제의 자리에 앉았다. 당시의 일본 군인 중에는 일본에 망명 중인 기외후(畿外侯)를 베트남 제국 황제를 세우려고 했지만, 남방군(南方軍)이나 제38군은 베트남의 새로운 정권에게 불간섭의 방침으로 군정의 실시나, 친일 정권 건설을 배제하는 걸로 결정하고 있었기 때문에 바오다이는 독립한 베트남의 최초의 원수의 지위를 손에 넣게 된 것이었다. 그는 안남과 통킹을 프랑스 보호구역으로 내준 1883년 조약을 폐지했다. 이 때 일본에 의한 미곡수탈과 산업용 작물 생산을 강요한 정책, 홍수, 제방 파손으로 인해 심각한 기근이 발생했고, 그 결과 북부 베트남 1천만 인구 중 2백만 명이 기아로 사망했다.:201945년 8월 15일 일본이 항복했고, 베트남 제국도 1945년 8월 무너졌다.
비엣민은 베트남 8월 혁명으로 빠르게 권력을 탈취하고 임시 베트남 민주공화국 정부를 설립하였다. 일본은 베트남의 행정권을 비엣민에게 넘겼다. 비엣민은 하노이를 점령하고 임시정부를 선언하였다. 8월 30일에 후에의 궁전에서 베트남 제국의 꼭두각시 황제 바오다이는 퇴위하였다. 9월 2일, 일본이 도쿄 만의 정박중이던 미주리 호 선상에서 항복문서에 조인하여 전쟁이 종결됨과 함께, 비엣민은 하노이에서 베트남 민주공화국의 독립을 선언했다. 그러나, 포츠담 회담의 결과와 연합군 일반명령 제1호에 따라 베트남은 중국과 영국에 의해 다시 분할점령의 운명에 놓이게 되었다. 같은 시기 베트남에 있는 프랑스인과 일본군의 포로가 된 프랑스 군인들이 주축이 되어 사이공에서 식민군을 재결성하여 비엣민 세력과 충돌이 일어났다. 1945년 프랑스임시정부(the Provisional French Republic)는 원래 일본의 점령에 대항하기 위하여 조직된 프랑스 극동 원정군(the French Far East Expeditionary Corps)을 베트남에 보냈다. 이는 베트남의 독립 운동을 진압하고 프랑스의 지배를 재건하기 위함이었다. (→비엣민·베트남 제국·베트남-프랑스 관계)

## 제1차 베트남 독립 전쟁
이후 영국과 중국은 이전의 지배자였던 프랑스의 설득에 따라 군대를 철수시켰지만, 프랑스는 식민지에서 호락호락하게 물러서지 않았다. 프랑스는 바오 다이를 내세워 사이공에 괴뢰정권인 베트남국을 수립하였다. 이에 맞서 비엣민은 북부의 하노이에 동남아시아 최초의 공산주의 나라인 베트남민주공화국(월맹, 북베트남)을 수립하였다. 이로써 1945년에 이 성립하고 북부는 비엣민이 장악하고 남부는 프랑스가 장악했다. 곧 비엣민과 프랑스군은 치열한 전투를 개시하였다. 1946년 11월 20일 하이퐁 사건으로 촉발된 베트남의 프랑스에 대한 독립 전쟁인 제1차 인도차이나 전쟁이 비엣민과 프랑스 군 사이에 발발하여 1954년 7월 20일까지 지속되었다.
그 와중인 1950년 소비에트 연방과 중화인민공화국은 북베트남을 국가 승인하였다. 미국을 배후로 하는 프랑스 극동 원정군과 베트남 국군은 전쟁으로 인한 피해가 덜하였으나 - 프랑스 극동 원정군 측 사상자는 중국과 소련을 배후로 한 비엣민 측 사상자의 1/3에 불과하였다 - 디엔비엔푸 전투에서의 결정적 패배를 하게 되고, 이로 인하여 1954년 제네바 협정에서 호찌민은 유리한 조건에서 휴전 협상을 하게 된다. 프랑스의 식민 정책은 프랑스령 인도차이나의 해체로 끝맺었고, 제네바 협정에 따라 베트남은 17도선에서 남북이 분단하고, 이로써 북위 17 도선 (군사분계선, DMZ) 이북은 호찌민의 북베트남이, 이남은 바오 다이 황제의 베트남국이 통치했다.
이러한 남북 분단은 임시 조치였고, 1956년에 선거가 예정되어 있었으나 열리지 않았다. 1954년 10월, 베트남에 있던 프랑스군이 철수했다. 1955년 베트남국의 총리 응오딘지엠은 그의 형인 응오딘누가 주도한 부정한 국민투표를 통해 황제 바오 다이를 축출하고 스스로 베트남공화국의 대통령으로 선언하였다. 이로써 공산주의의 베트남민주공화국(월맹, 북베트남)과 미국이 지원하는 베트남공화국(월남, 남베트남)이 대치하는 양상을 띠게 된다.
- 1959년 베트남인민공화국은 민족해방전선이라는 새로운 군사조직을 만들었다.(베트콩)
- 1963년 6월 11일 베트남공화국에서 틱쾅둑 승려의 분신 (독재 시위)

## 베트남 전쟁

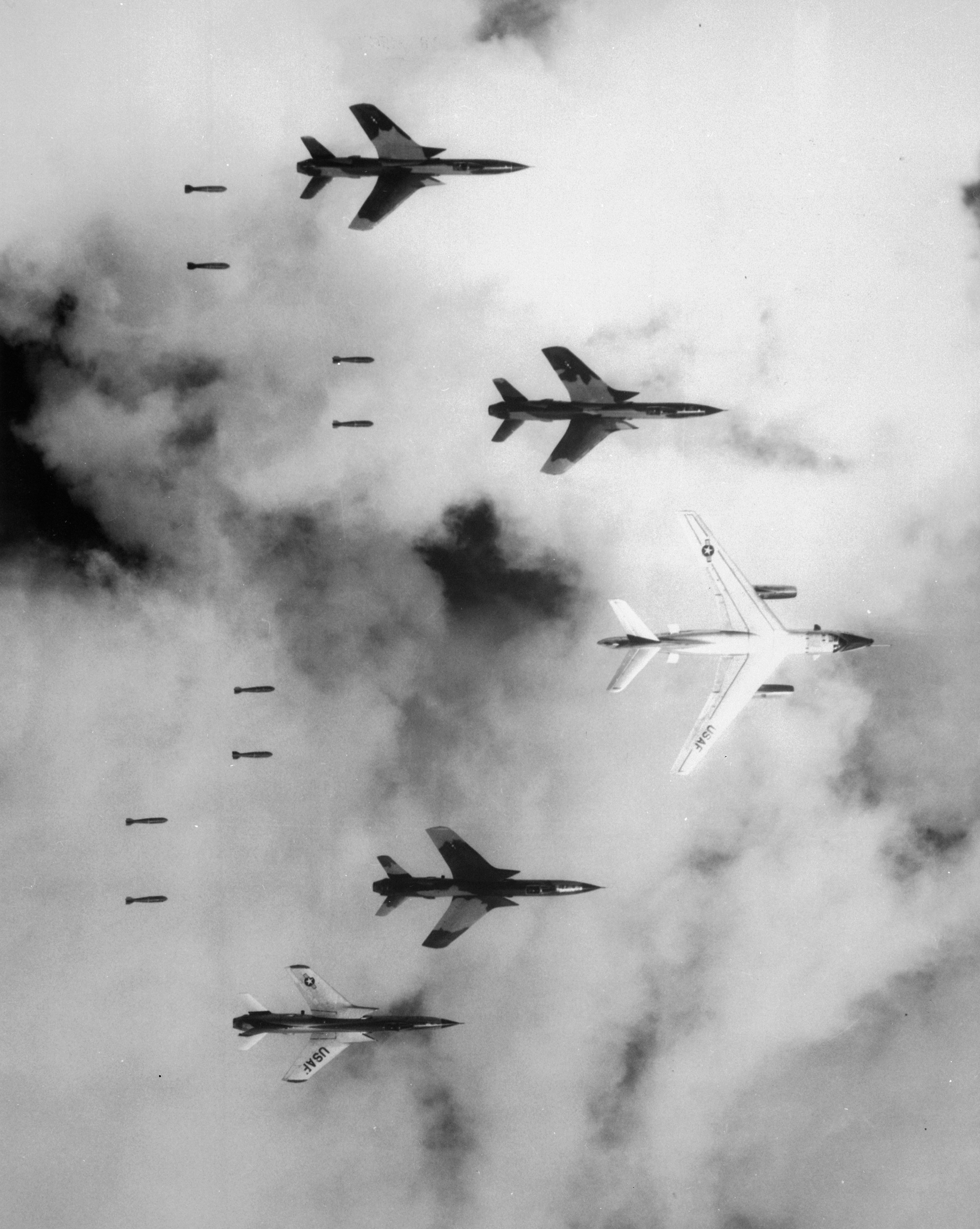
폭격을 당하고 있는 베트남. (베트남 전쟁)

베트남 전쟁은 1964년 통킹만 사건을 구실로 미국이 북 베트남에 폭격하면서 시작된 전쟁으로 제2차 인도차이나 전쟁이라고도 한다. 학자에 따라서는 미국이 베트남에 개입하기 시작한 1959년을 기점으로 잡기도 한다. 1975년까지 계속된 이 전쟁은 민족적인 공산주의자들인 베트남민주공화국(북베트남)과 남베트남 민족해방전선(베트콩)이 베트남공화국(남베트남)과 싸운 내전의 성격이 있는 반면, 미국과 한국을 비롯한 미국의 동맹국들이 남베트남을 지원하기 위해 개입하고, 이에 맞서 중국과 북한도 비공식적으로 각각 전투원을 파견하여 북베트남을 지원함으로써 국제전의 양상을 띠게 되었다. 이 전쟁은 한국전쟁과 더불어 냉전 기간의 대표적인 전쟁이다.
결국 반전 여론과 불투명한 전세에 미국은 휴전 협정을 맺고 베트남 전역에서 퇴각하지만, 남베트남과 북베트남, 베트남 해방전선은 전쟁을 재개하여 사이공을 북베트남군이 점령하고 남베트남 정부 대신 남베트남 임시혁명정부가 세워지면서 끝이 났다. 대한민국에서는 한자를 한국어식으로 음차한 월남 전쟁이라고도 부른다.
이 전쟁으로 인해 민간인을 포함한 베트남인 150만 명이 사망했고, 미군은 사망자 6만여 명, 대한민국에서 참전한 군인도 5천여 명이 사망한 것으로 알려지고 있다. 전쟁 이후에도 미군이 사용한 무기와 생화학무기로 인해 피해자 본인과 그 자녀들이 장애를 갖게 되는 사례가 집계되고 있고, 한국군의 베트남 민간인 학살사건이 논란이 되고 있지만 베트남 정부 차원의 조사는 이루어지지 않고 있다.

## 베트남 전쟁 이후의 역사
- 전쟁의 종결을 향한 움직임이 시작된 1969년의 9 월 2일 상오 9시47분, 호찌민이 갑작스런 심장 발작으로 79세의 생애를 마지막으로 사망하였다.[23]
- 1973년 1월 미국과 베트남인민공화국이 파리협정에 조인.
- 1975년 4월 30일 [[사이공 함락]]으로 베트남 전쟁 종결. 북베트남은 남베트남에 괴뢰 정권인 남베트남 공화국을 수립시켰고, 1976년 이를 흡수 합병하여 남북통일하고, 베트남사회주의공화국이 성립되었다.
- 1979년 중국-베트남 전쟁
- 1986년 도이머이(베트남어: đổi mới ❲쇄신❳）정책 건의
- 1995년 30년 통상금지를 해제하고, 외교를 정상화 하여 같은 해 동남아시아국가연합(ASEAN)에 가입했다.

## 같이 보기
- 동아시아의 역사
- 동남아시아의 역사
- 베트남의 정치
- 중국의 베트남 지배
- 베트남 민주공화국